# 掃蕩報
《扫荡报》为中华民国大陆时期所创的国民革命军报刊，1931年5月创刊於江西南昌，名为《扫荡三日刊》；1932年更名为《扫荡日报》；1935年迁至武汉，更名《扫荡报》；1945年战后更名《和平日报》。国共内战后随中华民国政府迁往台湾。

## 历史
1931年初，国民政府第一次江西剿共戰爭受挫；为振奋士气，1931年5月，國民政府軍事委員會在南昌创办《扫荡三日刊》。國民政府軍事委員會委員長南昌行營政治訓練處處長贺衷寒擔任《扫荡三日刊》创办人，並親自題寫報頭，称：“我们就用‘扫荡’二字，‘扫’是扫除匪贼，‘荡’是荡平匪巣。”贺衷寒还亲自题写了报头。1932年夏，第三次江西剿共戰爭失败后，國民政府主席蒋介石亲临南昌，自任总司令。1932年6月23日，《扫荡三日刊》擴版更名《扫荡日报》，對開日刊。1935年共軍開始流竄后，蒋介石撤销南昌行营、成立武汉行营，《扫荡日报》也迁至武汉、更名《扫荡报》。为此，派政训科科长刘翔到汉作了一番筹备，于1935年5月上旬正式出版。这时的主要负责人是：总编辑丁文安主要抓社论撰述，撰述卜绍周、陈友生等，编辑黄卓球、瞿云白(瞿秋白之弟)、钟期森、曹耿光，校对周圣生，经理人员刘威风、易幼涟、程仲文等。出版前夕，丁文安通知部分人员到武昌政训处听贺衷寒讲办报的八字方针是“化敌为友，以报养报”。“化敌为友”是贺衷寒专指反共的同义语，“以报养报”是以报纸广告和发行的收入维持开支。汉口《扫荡报》日出两大张，初印5000份。不久从上海购置了套色轮转印报机，陆续增印到1.5万。丁文安一直是该报实际负责人。《扫荡报》虽为军报，却归黄埔一期同学所掌握，设有理事会，贺衷寒、袁守谦、邓文仪、萧赞育、刘泳尧、滕杰等都是理事或监事，推何应钦为理事长，每年召集理事会一次。
抗战期间，《扫荡报》改隶于军委政治部，成为国统区有重要影响力的报纸。1938年10月撤离武汉，报社人员分两部分；一小部分由易幼涟、钟期森等带往桂林创建桂林版，大部分由丁文安、黄卓球、刘威风等带到陪都重庆。之后，军事委员会政治部主任陈诚调走丁文安，改任何联奎为重庆社社长，继续发刊。1939年5月3日，日军飞机大举轰炸重庆，各报厂房都被炸毁，扫荡报社也被毁，暂时同《中央日报》合刊，虽然报头并列，而实际只有少数人参加《中央日报》的工作，大多调离。张治中接任军事委员会政治部主任后，1942年两次签请蒋介石任黄少谷为政治部第三厅厅长获准。1943年4月，张治中重建《扫荡报》，聘请军事委员会政治部驻港专员、时任参政员的成舍我任社长，成虽应允但稽留桂林不到职。张治中临时改派黄少谷兼任社长，重庆《时事新报》主笔兼总编辑万枚子任副社长兼总经理，另一副社长为刘威风。总编辑黄卓球，副总编辑沈杰飞，编辑主任杨彦歧，编辑马汉岳、陈圣生、黄明等，采访主任谢爽秋（地下党员），记者邹若军、谢蔚明、周熙等，电讯主任刘同绎，资料主任倪鹤笙，副刊主任陆晶清。黄少谷亲抓社论，聘任的主笔或撰述有胡秋原、孙儿伊、刘竹舟、刘问渠、龚德柏、陶涤亚、李七英等。张治中重建《扫荡报》，目的是鼓励士气，扫荡日军，不在言论宣传方面同《新华日报》对立。1943年5月共产国际宣布自动解散时，主笔刘竹舟(中央社记者)写了篇《向共产党人招手》的社论。老舍的名著《四世同堂》1944年在《扫荡报》连载。
1945年抗战胜利后，1945年9月5日接收日军在南京的《大陆新报》大陆版，筹备出刊《扫荡报》京沪两版。自1945年11月12日孙中山先生八十诞辰起，各地《扫荡报》统改名为《和平日报》，并使用于右任书写的报头；右旁注上“原名《扫荡报》，民国二十一年六月二十三日创刊”等字，保留贺衷寒的手迹。国共内战后迁往台湾，1949年7月1日又復名為《掃蕩報》。1950年7月停刊。《和平日报》京沪版分别于11月12日和1946年元旦出刊。京社由万枚子代理社长，黄明、邹若军任副总编辑，黄兼代总编辑，邹兼采访主任，黄少谷之弟黄斗才任经理，黄假我任秘书兼副经理。沪社由万枚子任社长兼总主笔，杨彦歧任总编辑，副总编辑刘同绎，编辑主任马汉岳，经理白广荣，负经理部总责，聘请凤子、程仲文、谢东平、冒舒湮等为主笔；凤子兼编《海天》副刊。总社总管理处在重庆，黄少谷任总社总经理，给万枚子一个协理的名义。总社辖重庆、汉口、南京、上海、昆明、沈阳等报社。关于重大时事的社论，由总社撰写电传，但各社也可删改或不用。  
1948年辽沈战役开始时，罗敦伟去台，萧赞育、黄卓球接办沪版《和平日报》。1949年4月京版《和平日报》解体。1949年5月，萧赞育、黄卓球等去台，沪版报社电讯主任万超北带领职工护厂，出了三天《解放报》后移交中国人民解放军上海市军事管制委员会相关主管部门。1949年6月23日，台湾恢复《扫荡报》名称，但不久就无形停刊。